# Амариліс
Амари́ліс (Amaryllis) — оліготипний рід однодольних рослин родини Амарилісові (Amaryllidaceae). Виділено шведським систематиком Карлом Ліннеєм в 1753 році.
Популярна декоративна кімнатна рослина, що часто зустрічається під цією назвою, насправді є гібридним гіпеаструмом — справжні амариліси в домашніх умовах практично не вирощуються.

## Опис кімнатного Амарилісу
Має великі, переважно червоні квітки, цвіте в лютому. Після цвітіння рослину поливають рідше, щоб забезпечити їй стан спокою. У такому стані амариліси перебувають протягом зими, тому, починаючи з осені, поступово припиняють їх поливати, потім зрізують листя і ставлять горщик з цибулиною в темне місце.

## Види
За інформацією бази даних The Plant List, рід включає 4 види:
- Amaryllis bagnoldii (Herb.) Traub & Uphof
- Amaryllis belladonna L. типовий — Амариліс прекрасний
- Amaryllis condemaita Vargas
- Amaryllis paradisicola Snijman